# Solidobalanus nefrens
Solidobalanus nefrens är en kräftdjursart som först beskrevs av Zullo 1963.  Solidobalanus nefrens ingår i släktet Solidobalanus och familjen Archaeobalanidae. Inga underarter finns listade i Catalogue of Life.